# Осока большеголовая
Осо́ка большеголо́вая, или Осока кру́пноголовая (лат. Carex macrocephala) — травянистое растение, вид рода Осока (Carex) семейства Осоковые (Cyperaceae).

## Распространение и экология
Ареал вида охватывает Дальний Восток России, Сахалин, Курильские острова, Японию и северо-запад Северной Америки.
Произрастает по береговым пескам.

## Ботаническое описание
Стебли высотой 15—30 см, остро-трёхгранные, кверху по углам с бурыми шипами, у основания одетые широкими, тёмно-бурыми, часто волокнистыми влагалищами.
Листья более менее килеватые, с зазубренным и вниз завернутым краем, шириной 5—10 мм, длиннее стебля.
Колоски густо скученные, образуют продолговато-яйцевидный, растопыренный колос, длиной 4—10 см, с коротким прицветным листьями у основания. Кроющие чешуи яйцевидные, по средине жёлто-зелёные, быстро переходящие в зазубренное по краю остроконечие, короче мешочков, нижние — прицветниковидные. Мешочки звездчато-растопыренные, широкояйцевидные, длиной 10—14 мм, ржаво-зелёные, прямые, плоско-выпуклые, спереди с 12—16 утолщенными жилками, сзади с 8—10 жилками, на короткой ножке, по краю, широко зазубренно-крылатые, зубцы крыла утолщённые, крыло часто завернуто на нижнюю сторону, более менее быстро сужены в длинный, тонко и узко двузубчатый носик, только у основания зазубренный.
Орешек обратнояйцевидный, тупо-трёхгранный, длиной 5 мм, по двум граням поперек винтообразно-вдавленный.
Цветёт в апреле — мае. Плодоносит в июле — августе.

## Классификация

### Представители
В рамках вида выделяют ряд разновидностей:
- Carex macrocephala var. bracteata T.Holm
- Carex macrocephala var. macrocephala

### Таксономия
Вид Осока большеголовая входит в род Осока (Carex) трибы Cariceae подсемейства Сытевые (Cariceae) семейства Осоковые (Apiaceae) порядка Злакоцветные (Poales).
|  |                                      |  |                                                             |                                                             |                    |  | ещё 17 семейств (согласно Системе APG II) | ещё 17 семейств (согласно Системе APG II)         |                                                   |  |  |  | ещё 13 триб (согласно Системе APG II) | ещё 13 триб (согласно Системе APG II) |  |  |  |  | ещё более 2450 видов | ещё более 2450 видов |
|  |                                      |  |                                                             |                                                             |                    |  | ещё 17 семейств (согласно Системе APG II) | ещё 17 семейств (согласно Системе APG II)         |                                                   |  |  |  | ещё 13 триб (согласно Системе APG II) | ещё 13 триб (согласно Системе APG II) |  |  |  |  | ещё более 2450 видов | ещё более 2450 видов |
|  |                                      |  |                                                             | порядок Злакоцветные                                        |                    |  |                                           |                                                   | подсемейство Сытевые                              |  |  |  |                                       | род Осока                             |  |  |  |  |                      |                      |
|  |                                      |  |                                                             | порядок Злакоцветные                                        |                    |  |                                           |                                                   | подсемейство Сытевые                              |  |  |  |                                       | род Осока                             |  |  |  |  |                      |                      |
|  | отдел Цветковые, или Покрытосеменные |  |                                                             |                                                             | семейство Осоковые |  |                                           |                                                   | триба Cariceae                                    |  |  |  | вид Осока большеголовая               |                                       |  |  |  |  |                      |                      |
|  | отдел Цветковые, или Покрытосеменные |  |                                                             |                                                             |                    |  |                                           |                                                   |                                                   |  |  |  |                                       |                                       |  |  |  |  |                      |                      |
|  |                                      |  | ещё 44 порядка цветковых растений (согласно Системе APG II) | ещё 44 порядка цветковых растений (согласно Системе APG II) |                    |  |                                           | подсемейство Мапаниевые (согласно Системе APG II) | подсемейство Мапаниевые (согласно Системе APG II) |  |  |  | ещё около 100 родов                   | ещё около 100 родов                   |  |  |  |  |                      |                      |
|  |                                      |  |                                                             | ещё 44 порядка цветковых растений (согласно Системе APG II) |                    |  |                                           |                                                   | подсемейство Мапаниевые (согласно Системе APG II) |  |  |  |                                       | ещё около 100 родов                   |  |  |  |  |                      |                      |